# Профілограф

Профілограф (рос. профилограф, англ. profilograph, surface analyzer, profile recorder, нім. Profilograf m, Profilschreiber m, Oberflächenschreiber m, Kalibermessgerät n) — прилад, яким записують профіль поверхні у вигляді кривої лінії — профілограми, яка дає змогу оцінювати характеристики нерівностей (шорсткості). У шахтах П. використовують для автоматичної зйомки та графічного запису поздовжнього профілю рейкової колії.